# Édouard Deldevez
Édouard-Marie-Ernest Deldevez (født 31. maj 1817, død 6. november 1897) var en fransk violinist, dirigent, komponist og musikpædagog. Han er i visse betegnelser fejlagtigt blevet anført under navnet Ernest eller Ernst Deldevez. Navnene Edmé og Émile er også set brugt.

## Biografi
Édouard Deldevez blev født og døde i Paris. Han vandt mange priser som violinist. Han blev del af en gruppe af musikere, der fokuserede på François Sudre (1787 – 1864) og forsøgte at udvikle en form for transmitteringsprog gennem musik. Sudre trænede Deldevez og Charles Lasonneur i at spille og fortolke hans alfabet. En given tone repræsenterede et ord eller et bogstav i alfabetet. Trioen turnerede i Frankrig og besvarede publikums spørgsmål ved brug af Sudres violin.
I 1867 publicerede Deldevez "Notation de la musique classique." Han skrev mange andre bøger og blev tildelt Æreslegionen i 1874.
Fra 1872-1885 var Deldevez chefdirigent for Orchestre de la Société des Concerts du Conservatoire.
I dag er Deldevez bedst kendt for at have skrevet balletten Paquita (1846).